# XXIX Premis Turia
Els XXIX Premis Turia seran concedits l'octubre de 2020 per la revista valenciana Cartelera Turia amb la intenció de guardonar les persones i col·lectius que haguessen destacat l'any anterior en qualsevol de les categories i seccions que cobria la revista: cinema (pel·lícula espanyola i estrangera, actor i actriu), teatre, arts plàstiques, literatura, gastronomia, mitjans de comunicació, esports, música i literatura. La llista de guanyadors era escollida per l'equip de redactors i col·laboradors de la revista.
Cartelera Turia va donar a conèixer la llista de guardonats el 26 de juny de 2020 manifestant que a causa de la pandèmia per coronavirus de 2019-2020 s'ajornava la cerimònia d'entrega fins a octubre d'aquest any, i que passat l'estiu s'anunciaria el dia i el lloc de la celebració.
El premi consisteix en una estàtua que imitava la que sortia a la mítica pel·lícula El falcó maltès (1950) de John Huston.

## Guardons
Els guanyadors de l'edició foren:
| Categoria                                       | Premiat | Labor premiada                      |
| ----------------------------------------------- | --- | ----------------------------------- |
| Millor contribució literària                    | Dolors López | Te nombro                           |
| Millor espectacle teatral                       | Carles Alfaro Hofmann | "Dinamarca"                         |
| Premi trajectòria teatral                       | Companyia Teatre Micalet | 25è Aniversari                      |
| Millor contribució cívica                       | Col·lectiu Sanitari de la Comunitat Valenciana per la seva lluita contra el COVID-19                                                                         |                                     |
| Millor contribució cultural del còmic           | Manel Gimeno Arandiga |                                     |
| Premi Especial Turia                            | 25 Anys d'Ovidi Montllor | Col·lectiu de Músics Ovidi Montllor |
| Premi Especial Turia                            | Fernando Lara (ex director Seminci) | Pel seu suport al cinema espanyol   |
| Premi Especial a la millor contribució cultural | Justo Serna Alonso |                                     |
| Millor Actriu                                   | Carmen Arrufat | La innocència                       |
| Millor direcció de cinema                       | Lucía Alemany | La innocència                       |
| Millor contribució cultura del vi               | Bodegas Gandia | -                                   |
| Millor contribució gastronòmica                 | Ricard Camarena | -                                   |
| Millor sèrie espanyola                          | La línea invisible de Mariano Barroso | Movistar+                           |
| Premi ficció valenciana À Punt                  | La forastera La Vall Diumenge paella Parany |                                     |
| Premi Turia a la promoció de rodatges           | Patronat Provincial de Turisme Film València i València Turisme Valencia Film Office Turisme Campanya Nosotros ponemos el decorado, tú te encargas del guión |                                     |